# C8orf58
C8orf58‏ (Chromosome 8 open reading frame 58) هوَ بروتين يُشَفر بواسطة جين C8orf58 في الإنسان.